# Saururus
El género Saururus L., 1753 comprende 2 especies de hierbas y pertenece a la familia Saururaceae. Su especie tipo es S. cernuus L., 1753. Su nombre proviene del griego sauros, lagarto, y  ourá, cola, refiriéndose a su peculiar inflorescencia.

## Descripción
Con las caracteres generales de la familia Saururaceae.
- Hierbas erectas o ascendentes, grandes, hasta 120 cm, con rizomas blancuzcos, rastreros, frecuentemente con raíces adventicias.
- Hojas caulinares, enteras, con la base reniforme a cordiforme, peciolos más cortos que los limbos foliares. Estípulas membranosas.
- Tallos simples o ramificados, con más de 2 nudos, longitudinalmente asurcados.
- Inflorescencias opositifolias o terminales, en racimos espiciformes laxos, sin brácteas petaloides basales formando un pseudanto. Pedicelos soldados con las brácteas florales.
- Flor175-350 por inflorescencia, no coalescentes, blancas; estambres (3-)6-8, hipóginos a epíginos, más largos que los estilos, los filamentos tan o más largos que las anteras, éstas oblongas; gineceo súpero, carpelos (3-)4(-7), semicárpicos, estilos recurvos, con (1-)2(-4) óvulos en placentación laminar-lateral.
- Fruto en esquizocarpo indehiscente, algo carnoso y monospermo, cada segmento tuberculado.
- Número cromosómico: x = 11; 2n = 22.

## Ecología
Lugares húmedos, pastizales, riberas, incluso en aguas salobres con profundidades de 5 dm, 0-1700 m.

## Distribución
El género se distribuye por el este de Asia y el este de Norteamérica.

## Usos
En la farmacopea tradicional del este de Asia y de los nativos americanos, se han utilizado las flores y el rizoma.

## Sinonimias
- Spathium Lour., 1790. Especie tipo: Spathium chinense Lour., 1790.
- Mattuschkia J.F. Gmel., 1791. Especie tipo: Mattuschkia aquatica J.F. Gmel., 1791.
- Saururopsis Turcz., 1848.

## Táxones específicos incluidos

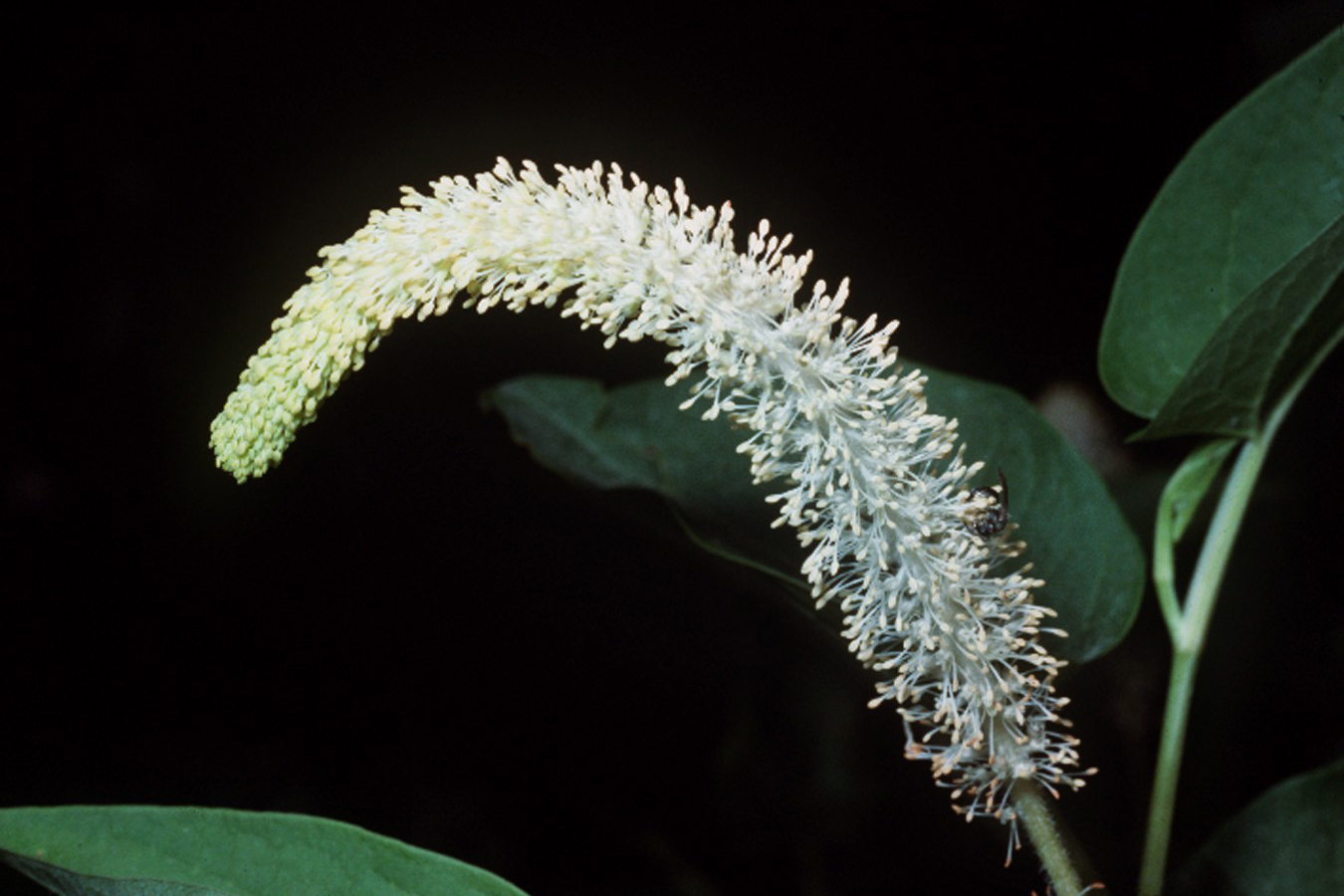
Inflorescencia de Saururus cernuus

- Hojas superiores jóvenes, blanquecinas en la antesis. Brácteas florales espatuladas, la parte basal linear, pilosa, la apical orbicular, glabra o esparcidamente ciliada. Fruto tuberculado, de unos 3 mm de diámetro.

Especie Saururus chinensis (Lour., 1790) Baill., 1871 (= S. cernuus Thunb., 1784, non L., nom. illeg.; S. loureiri Decne., 1845; S. loureiroi Baill., 1845; Saururopsis cumingii C. DC., 1868)
Florece de abril a junio, fructifica de junio a julio. China, India, Japón, Ryu-Kyu, Corea, Filipinas, Vietnam.
- Hojas todas normalmente verdes en la antesis. Brácteas florales naviculares, soldadas al pedicelo. Fruto rugoso, de 1,5-3 mm de diámetro.

Especie Saururus cernuus L., 1753 (= Mattuschkia aquatica J.F. Gmel., 1791; S. lucidus Donn, 1804; S. cernuus fo. submersus Glück, 1911)
Nombre vulgar: lirio de los pantanos. Florece de febrero a septiembre, fructifica de junio a octubre. Este de Canadá y Estados Unidos.